# Spirale intrauterina
La spirale intrauterina o dispositivo intrauterino o IUD (dall'inglese Intra Uterine Device) è uno strumento contraccettivo e intercettivo; esso impedisce la fecondazione, oppure, laddove questa sia eventualmente avvenuta, ostacola secondariamente l'annidamento dell'embrione nell'utero.

## Tipologia
Esistono due tipi di IUD:

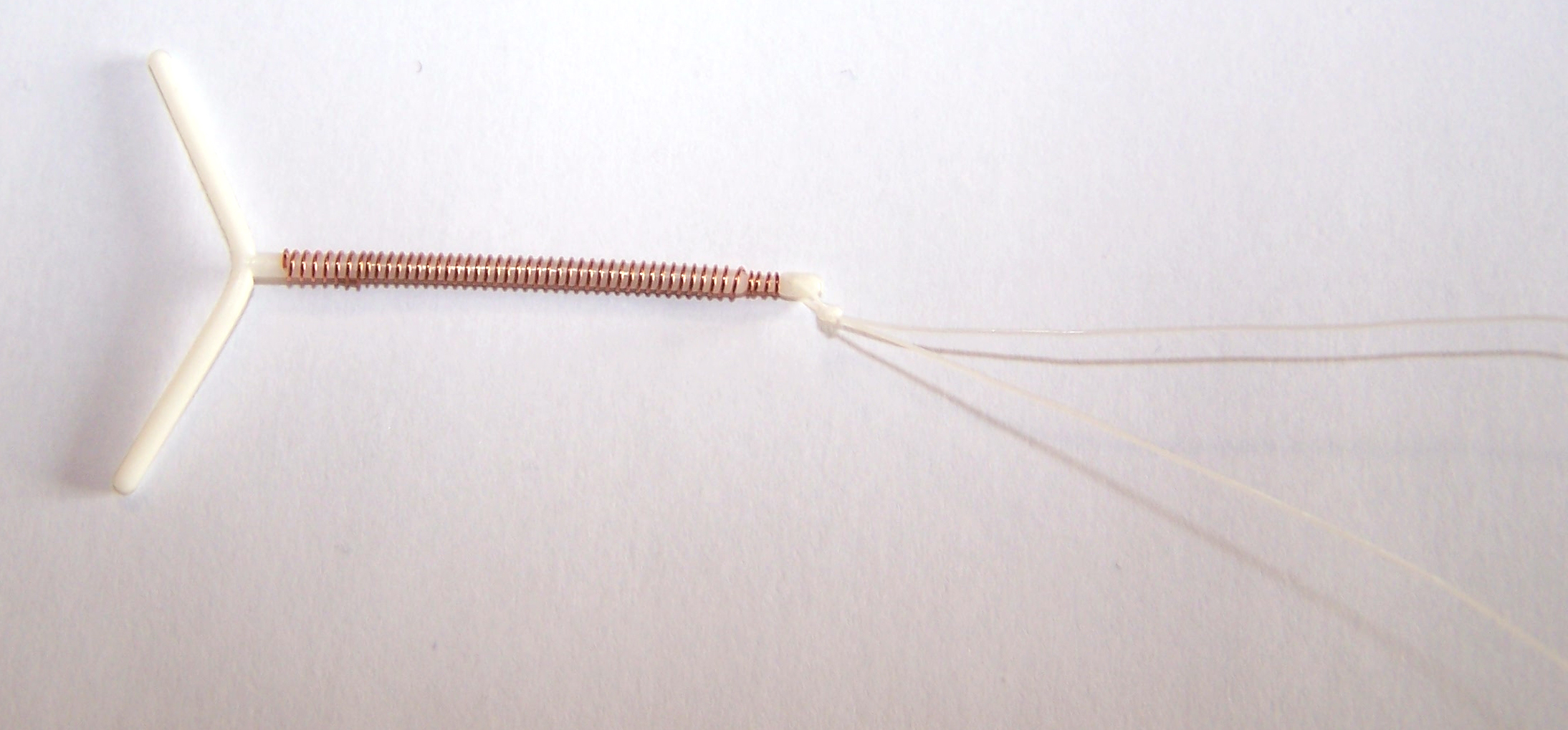
Spirale intrauterina

- IUD in rame: è un piccolo supporto in plastica avvolto da un filo di rame (da qui il nome "spirale") che viene inserito nell'utero, solitamente durante il ciclo mestruale, da un ginecologo esperto, tramite una piccola cannula flessibile.
- IUD ormonale o Mirena: è un supporto in plastica che rilascia ormoni (progesterone) in piccole quantità. Il funzionamento è paragonabile a quello della pillola anticoncezionale o dell'anello vaginale.

### Meccanismo d'azione del IUD in rame
Gli ioni di rame rilasciati dal IUD bloccano i movimenti e la sopravvivenza degli spermatozoi nell'utero e rallentano la risalita degli spermatozoi dal canale cervicale, in modo che non riescano a raggiungere l'ovulo e fecondarlo. La spirale inoltre provoca una leggera reazione infiammatoria che modifica il rivestimento interno dell'utero (endometrio), rendendolo inadatto alle gravidanze, impedendo che l'ovulo – nel caso venga eventualmente fecondato – possa impiantarvisi.
Già nel Medioevo, e prima ancora nell'antico Egitto, era risaputo che grazie all'inserimento di corpi estranei come anelli o piccoli sassolini si potevano diminuire le probabilità di una gravidanza; tale espediente era infatti utilizzato spesso dalle prostitute dell'epoca.

### Spirale al progesterone
Di recente sono state messe in commercio spirali che permettono un rilascio graduale di progesterone; questo ormone (rilasciato naturalmente dal corpo luteo durante la sua maturazione) altera la formazione dell'endometrio stabile, e di conseguenza anche le condizioni d'annidamento dell'ovulo eventualmente fecondato.
Per le IUD ormonali sono disponibili tre concentrazioni di ormoni differenti: 13,5 mg, 19,5 mg e 52 mg. Nonostante le differenti concentrazioni di ormoni sono tutte ugualmente efficaci nella prevenzione di gravidanze indesiderate. Inoltre, la dose massima è approvata per la cura della menorragia e come protezione dell'endometrio durante la terapia ormonale sostitutiva.
Grazie ad esso sono inoltre alleviati gli eventuali sintomi negativi della spirale e del normale ciclo mestruale, che dopo circa un anno può anche essere caratterizzato dall'assenza di perdite sanguigne.

## Controindicazioni
A causa del rischio di infezioni, la spirale è sconsigliata alle donne predisposte a infezioni genitali ed alle donne che accusano abbondanti perdite durante il ciclo mestruale.
Questo tipo di contraccezione è consigliato a chi ha già partorito per via vaginale; mentre a chi ha partorito con taglio cesareo, la cervice uterina non si è aperta.
Molti ginecologi preferiscono non prescrivere l'IUD alle nullipare (donne che non hanno ancora avuto bambini), sebbene non vi sia alcuna ragione medica legata all'aspetto fisiologico. In effetti, l'unica controindicazione nella prescrizione a ragazze giovani o adolescenti è dovuta alla loro igiene di vita. La spirale può in effetti complicare eventuali infezioni, che sono statisticamente più frequenti nelle donne giovani o non sposate (quindi, nella visione comune, nullipare). Per le nullipare esistono delle versioni "short" (corte) di IUD, più piccole delle spirali classiche ed adatte ad un utero di dimensioni minori.

## Effetti collaterali
- Il 10% di coloro che usano lo IUD accusa perdite durante il mese, leggeri crampi uterini o un aumento del flusso mestruale;
- gli IUD ormonali a base di progesterone sono noti per causare disturbi simili alla depressione post-partum in alcune donne,[5] con il rischio di giungere a comportamenti suicidari; per questa ragione, l'Agenzia italiana del farmaco invita le donne a segnalare al proprio medico senza indugio qualsiasi sintomo al riguardo.[6][7]
- in meno dell'1% questi casi diventano così gravi da dover ricorrere alla rimozione della spirale;[senza fonte]
- la perforazione delle pareti dell'utero è rara, se la spirale viene inserita nell'utero da un medico esperto. Tuttavia, il rischio di perforazione uterina risulta aumentato quando l'inserimento della spirale viene effettuato entro le 36 settimane dal parto e/o durante il periodo di allattamento.[8]

## Come si applica

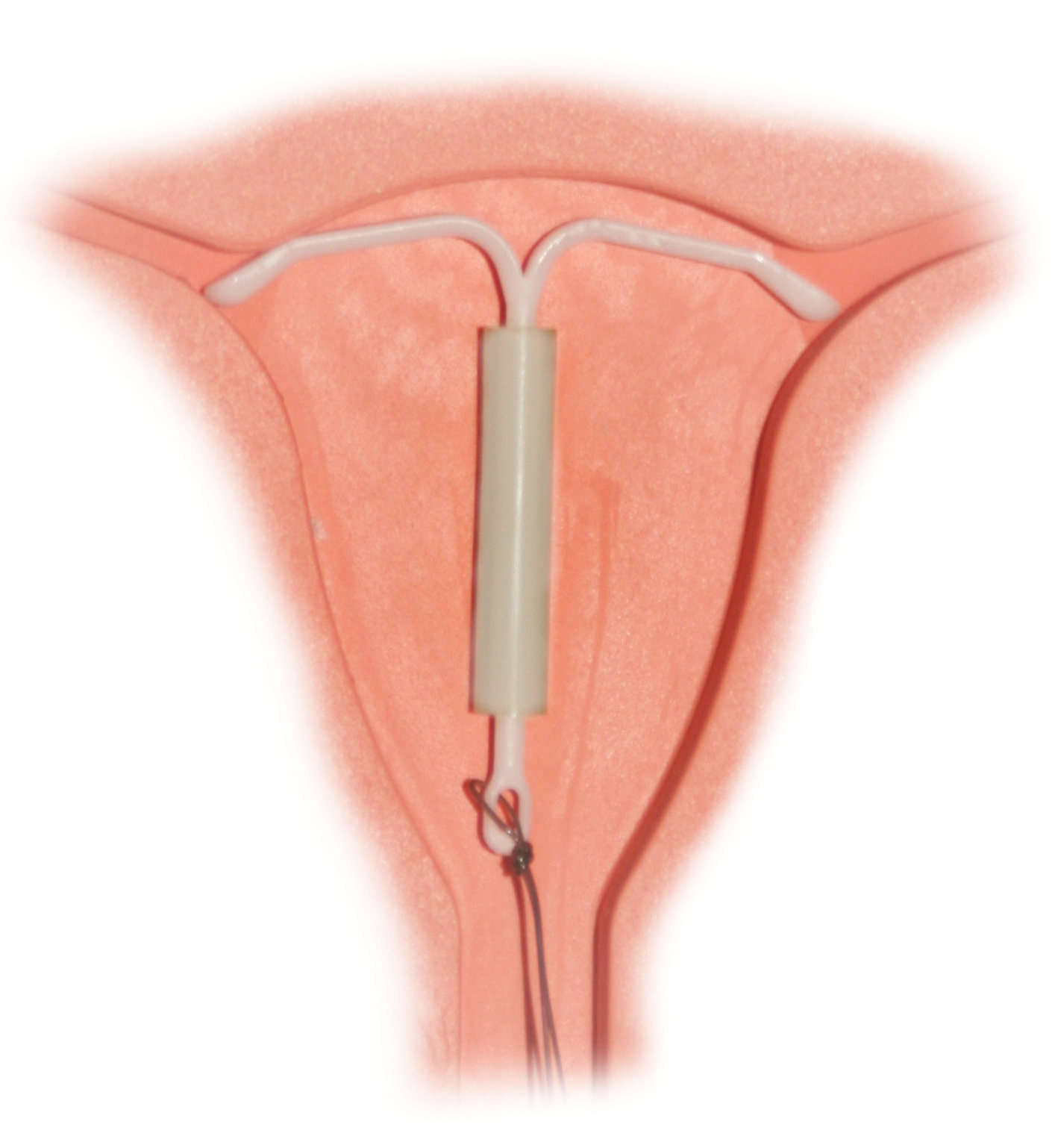
Spirale in posizione

La spirale può essere applicata dal ginecologo in qualunque momento, anche se si preferisce inserirla durante il flusso mestruale, quando il collo dell'utero è più dilatato.
L'applicazione può essere più o meno dolorosa, a seconda della percezione individuale. Alcune donne durante l'applicazione riferiscono un dolore simile a quello di una isteroscopia, altre un semplice fastidio simile a quello del pap-test. Per questo solitamente i ginecologi consigliano l'assunzione di un antidolorifico specifico prima dell'applicazione.

## Controlli e durata dello IUD
Generalmente un IUD in rame può essere utilizzato per un periodo che va da cinque a dieci anni, dipendentemente dal tipo di dispositivo e dalla presenza o meno di sintomi negativi. Lo IUD ormonale ha una durata media di vita da 2 a 5 anni.
Può essere rimosso in qualsiasi momento senza particolari interventi, ed è consigliato un primo controllo dopo un mese circa dall'applicazione, e successivamente ogni 6 mesi. È sconsigliato l'autocontrollo dei fili da parte della donna, nel caso non fosse esperta, poiché questo genera frequentemente falsi allarmismi.